# Lecture du Shema

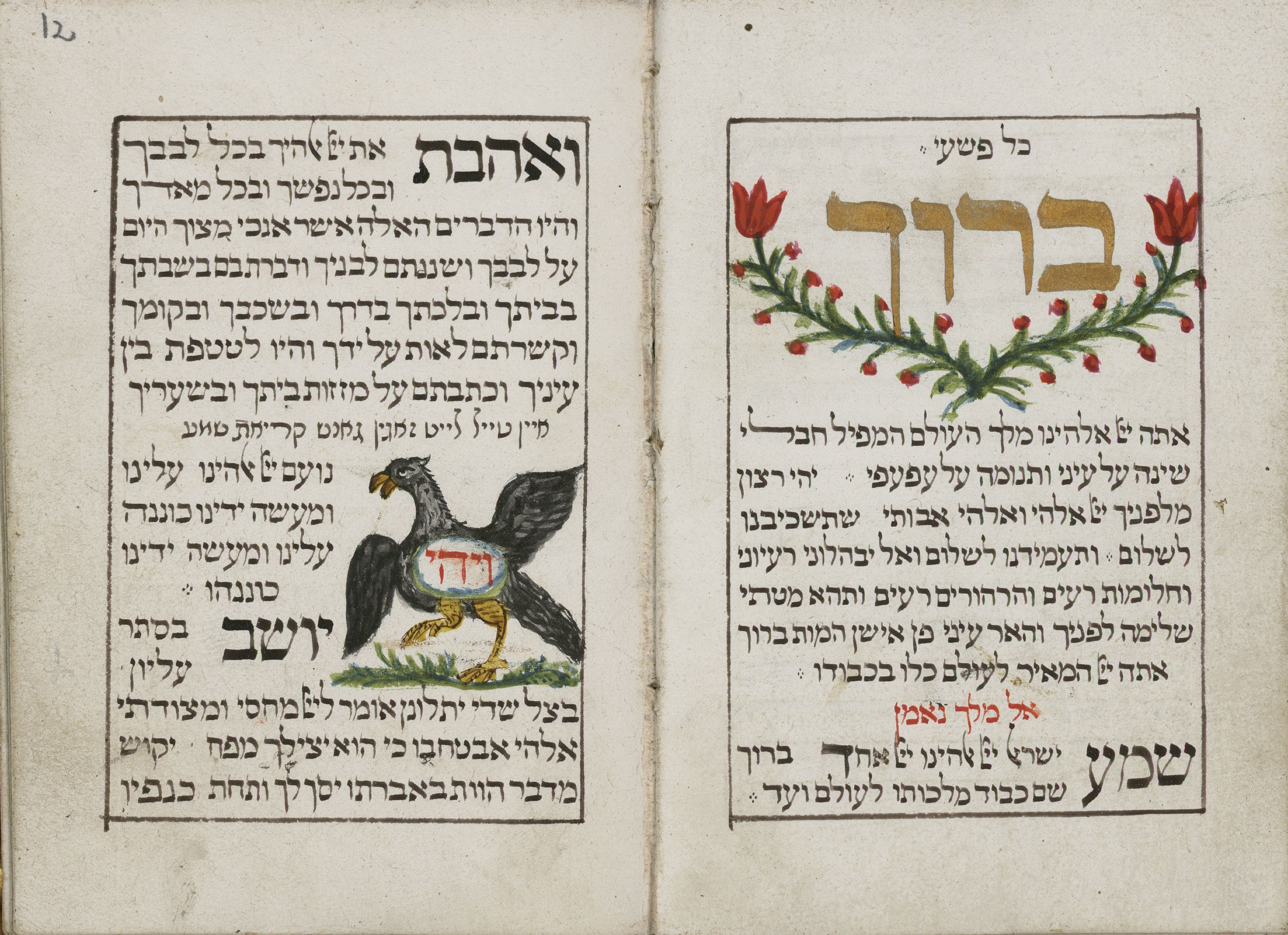

La récitation  ou lecture du chema ou shema Israël (hébreu : קריאת שמע ou קרית שמע, kriyat shema, « lecture du shema ») est l'une des prescriptions majeures du judaïsme et une des pièces centrales de sa liturgie.
Découlant du passage contenant le shema Israël, elle consiste à lire les passages Deutéronome 6:4-9, id. 11:13-21 et Nombres 15:37-41, ainsi que leurs bénédictions satellites lors des offices de prière du matin et du soir.

## La lecture du shema dans les sources
La lecture du shema est, selon la plupart des opinions consignées dans la tradition juive (ainsi que d'après Flavius Josèphe), une loi proclamée par Moïse peu avant sa mort lorsque, après avoir énoncé le shema Israël proprement dit, il prescrit à ses auditeurs, les enfants d'Israël, d'« en parler … à ton lever et à ton coucher ». 

### À l'époque du Temple
Plusieurs traditions orales attestent de l'application de cette prescription dès l'époque du Temple : les prêtres du Temple proclament deux fois par jour le shema Israël (c'est-à-dire le verset Deutéronome 6:4) et l'assemblée répond en chœur baroukh shem kevod malkhouto lèolam vaèd (« béni soit le Nom dont la gloire du royaume est à jamais » ou « béni soit à jamais le nom de Son règne glorieux »). Cette lecture est accompagnée de bénédictions particulières. Lors de l'office du matin, elle est également précédée de la lecture du Décalogue,.

### À l'époque de la Mishna
Il semble que la lecture du shema se résume encore, au IIe siècle de l'ère commune, à Deut. 6:4 : Rabbi Akiva meurt le shema aux lèvres, en allongeant ehad (« Un », dernier mot du verset) et Rabbi Juda Hanassi répète le verset deux fois à voix haute, en se couvrant les yeux avec la main.
Cependant, lorsque la Mishna est achevée vers l'an 200, il y est prescrit de réciter trois parashiyot (sections de lecture), appelées perakim (« parties ») : la parashat shema, la parashat vehaya im shamoa et la parashat tsitsit. La raison de ce changement en incombe, selon le Talmud, aux éléments séditieux au sein du judaïsme qui entendent ne respecter que les dix commandements ; les rabbins réagissent en abolissant la lecture du Décalogue et en amplifiant celle du shema de façon que les dix commandements se retrouvent dans ce texte qui enjoint par ailleurs les Juifs à « recevoir le joug de la royauté des cieux » et celui des (613) commandements :
- la parashat shema est désormais composée du shema Israël et de la section vèahavta (Deutéronome 6:5-9), qui en est la suite textuelle et logique. Ceci a pour conséquence la disparition partielle du baroukh shem kevod malkhouto, désormais réduit à un murmure, car il convient de marquer une différence entre ce répons, purement liturgique, et les passages bibliques[3]. Outre son insistance sur l'amour, la parasha indique dans leurs grandes lignes les modalités permettant de recevoir sur soi le joug des cieux proclamé lors du shema Israël[11].
- La parashat vehaya (id. 11:13-21) a été considérée de haute antiquité (depuis l'époque du Temple au moins) comme une paraphrase ou un complément de la parashat shema et les deux sections étaient déjà associées dans la lecture de la Torah faite par le roi lors de la cérémonie du haqhel[12] et dans les passages bibliques insérés aux linteaux des portes. Elle reprend l'essentiel du message de la parashat shema en l'amplifiant, engageant l'orant à « recevoir le joug des commandements[10] » (« Si vous écoutez les commandements que je vous prescris en ce jours[13] »), et en y ajoutant la notion de rétribution (« Si vous écoutez …, je donnerai à votre pays la pluie opportune[14], etc. … Prenez garde que votre cœur ne cède à la séduction … vous disparaîtriez bientôt du bon pays que YHWH vous destine[15] »).
- La parashat tsitsit (Nombres 15:37-41), également appelée parashat yetziat mitzrayim  (« section de la sortie d'Égypte »), contient d'après Rabbi Yehouda bar Habiba, la prescription du port de franges aux coins des habits, la réception du joug des commandements, le rappel de la sortie d'Égypte et divers avertissements envers le penchant à l'hérésie, au péché et à l'idolâtrie[16]. Selon Rabbi Joshua ben Karha (en), l'acceptation du joug des commandements qu'on y trouve ne s'applique qu'à la journée et non à la nuit (« ce seront pour vous des signes et, en les voyant, vous vous rappellerez tous les commandements de YHWH[17] ») ; c'est pour cette raison que la parashat tsitsit suit les deux paragraphes du Deutéronome alors qu'elle les précède dans la Bible[10]. Rabbi Shimon bar Yohaï enseigne à propos de cet ordre qu'il suit l'évolution ordinaire apprendre-enseigner-faire[18]. 
La lecture de cette parasha lors de la prière du soir fait longtemps débat. Rabbi Eleazar ben Azariah (en) parvient finalement à l'imposer en s'appuyant sur l'exégèse que fait Ben Zoma (en) de Deutéronome 16:3, selon laquelle le souvenir de la sortie d'Égypte doit être rappelé jour et nuit[19].

L'autre innovation majeure des Sages de la Mishna réside dans les bénédictions satellites, dont ils fixent le nombre et la formule. Au nombre de sept (trois le matin et quatre le soir), elles ont pour fonction de mettre en exergue la particularité du message monothéiste et d'éloigner l'orant des conceptions autres.

### À l'époque du Talmud et ultérieurement
La tournure même du texte des trois premiers chapitres de la Mishna, au sein desquels sont traitées les diverses lois de la lecture du shema, indique que nombre d'elles ne font pas encore consensus lors de la clôture de la Mishna. 
Il incombe donc aux Sages babyloniens et galiléens de préciser au mieux ces lois, en comparant notamment les diverses opinions consignées dans la Mishna à des traditions contemporaines de la Mishna mais non incluses dans celle-ci (certaines de ces traditions correspondraient aux opinions sadducéennes et esséniennes). Les conclusions des docteurs du Talmud seront codifiées (et, dans de rares cas, modifiées) par les décisionnaires médiévaux.
C'est en outre au cours de l'époque talmudique que se développe, en terre d'Israël semble-t-il, une conception « magique » du shema. Basée sur les enseignements vantant les mérites du shema (sa seule lecture biquotidienne assurerait à Israël le soutien divin perpétuel), l'idée apparaît qu'il protège contre l'adversité et les mazikim (« causeurs de torts »). Rabbi Yehoshua ben Levi (en) institue ainsi, outre les deux lectures quotidiennes prescrites par la Bible, la lecture du shema au pied du lit qui ne comprend pas, dans sa version originelle, le passage de la sortie d'Égypte, afin d'assurer la sauvegarde du dormeur lors de son repos (assimilé à une forme de mort).
De même, un midrash rapportant un enseignement au nom de son collègue Rabbi Mani fait remarquer qu'il y a 248 mots dans les trois perakim du shema, à l'instar des 248 membres de l'être humain et des 248 prescriptions positives et que, par conséquent, la lecture (avec concentration) de ces 248 termes entraînerait la préservation du corps aussi sûrement qu'en réalisant l'ensemble des commandements positifs de la Torah. Il n'y en a en réalité que 245 et le midrash enseigne que l'officiant doit répéter Adonay Elohekhem emet (les deux derniers mots de la parashat tsitsit et le premier de la bénédiction suivant la lecture du shema) afin de parvenir à ce nombre de 248.
Dans la période suivant la clôture du Talmud de Jérusalem et jusqu'à la période des gueonim, les payetanim (poètes liturgiques) composent nombre de pièces enrichissant les bénédictions satellites, appelées yotzerot (d'après l'intitulé de la première bénédiction du matin). Il existe des yotzerot différentes pour les jours profanes, le chabbat et les fêtes.
C'est également dans cet intervalle qu'Amram ben Sheshna et Saadia ben Joseph mettent au point les premiers rituels de prière afin d'uniformiser les rites des nombreuses communautés de la diaspora juive. 
Leur objectif n'est que partiellement atteint et il subsiste des différences textuelles ou de pratique, notamment entre séfarades et ashkénazes : ainsi, lorsque l'orant prie seul, isolé de la congrégation ou que le quorum de dix hommes n'est pas atteint, les premiers répètent adonay elohekhem emet tandis que les seconds font précéder la parashat shema de la formule doxologique « Dieu, Roi fidèle » (El melekh neeman, dont les initiales forment le mot amen).

## Ordonnance de la lecture du shema dans le judaïsme rabbinique

### Les temps de lecture
Premier sujet à avoir été traité dans la Mishna, le temps de récitation du soir commence à partir de la sortie des étoiles (tzeit hakokhavim) et se termine au lever de l'étoile du matin, bien qu'il soit préférable de le faire avant la moitié de la nuit.
 Le temps de lecture du matin peut se faire dès que l'on est capable de reconnaître une vague connaissance à une distance de quatre coudées (environ deux mètres) jusqu'à la troisième heure proportionnelle du jour, bien qu'il soit jugé méritoire de la faire un peu avant le lever du soleil de façon à réciter la prière des dix-huit bénédictions au moment du lever même. Il est permis d'avancer la lecture au lever de l'étoile du matin, bien que cela soit idéalement réservé à certaines circonstances (notamment la caravane qui n'attend pas). 
Le dépassement de ces limites n'est toléré le soir que dans le cas d'une personne ivre ou malade, jusqu'au lever du soleil. Le matin, il est permis de réciter le shema avec ses bénédictions jusqu'à la quatrième heure du jour ; au-delà, de l'avis de la plupart des décisionnaires, on ne peut plus lire que les passages bibliques. Certains estiment que l'on peut se « rattraper » le soir au cas où l'on a manqué la lecture du matin et inversement.

### Les bénédictions
Les deux bénédictions précédant la récitation matinale du shema sont « béni sois-Tu … qui forme les luminaires » et « béni sois-Tu … qui choisit son peuple d'Israël avec amour ».
Une controverse oppose les docteurs du Talmud quant aux premiers mots de la seconde bénédiction, ceux-ci devant être, selon Rav Yehouda, ahava raba (« un grand amour ») tandis que la majorité dit ahavat olam (« un amour éternel »). La controverse a traversé la génération et les séfarades, se conformant à la décision du Rav Isaac Alfassi, disent ahavat olam tandis que les ashkénazes ont adopté la position des gueonim.
La bénédiction finale du matin est la bénédiction de la rédemption (birkat hagueoula) commençant par « emet vayetziv ». 
La lecture du soir est précédée de deux bénédictions, « béni sois-Tu … qui fait tomber les soirs » et « béni sois-Tu … qui choisit son peuple d'Israël avec amour », et suivie de deux bénédictions, la bénédiction de la rédemption commençant par « emet vèemouna » et « béni sois-Tu … qui veille sur son peuple d'Israël à jamais, ».
Ni la récitation des bénédictions ni leur ordre ne sont obligatoires pour s'acquitter du devoir de réciter le shema, bien qu'une telle lecture soit considérée comme incomplète ; en revanche, si l'on récite les bénédictions du soir le matin, on n'a pas rempli ses obligations.

### La récitation
La lecture du shema est un devoir pour tout homme âgé de plus de treize ans. 
Étant une prescription dont les temps sont fixés, elle n'incombe pas aux femmes bien que la pratique soit de la réaliser (au moins le premier verset). Cependant, les femmes ne sont pas tenues de le faire dans les délais imposés aux hommes.
Sont également dispensés les enfants (bien qu'il soit recommandé de les y éduquer dès qu'ils sont en âge de comprendre), les jeunes mariés tant qu'ils n'ont pas consommé et les personnes s'occupant d'affaires publiques. Il convient par ailleurs, si l'on est occupé lorsque le temps de la récitation arrive, de terminer son ouvrage avant de lire le shema.

#### Observances générales
La lecture du shema peut se faire dans toute position dans laquelle on se trouve sauf allongé sur le ventre ou sur le dos (en ces cas, on se couche sur le flanc, même si l'on est indisposé). Il est permis de la réaliser dans la langue vernaculaire.
Elle nécessite une intention (kavana) particulière de réaliser la prescription, au moins sur le verset du shema Israël ; c'est pourquoi il est recommandé de lire le verset à voix haute, de prolonger la lecture du verset en allongeant le dernier mot (e'had « Un ») sans toutefois en déformer la prononciation et de mettre la main devant les yeux, selon la coutume de Juda Hanassi. La même attention est requise pour le baroukh shem kevod malkhouto qui doit toutefois être récité à voix basse, sauf à yom kippour et pour la troisième section, au cours de laquelle il faut penser à accomplir le devoir de se souvenir de la sortie d'Égypte.
La lecture des sections se fait, selon l'usage, à voix haute ou à voix basse : les ashkénazes suivent l'opinion de Haï Gaon (et Salomon ben Adret) qui recommandent de ne dire que le verset 6:4 à voix haute et de réciter le reste à voix basse tandis que les séfarades récitent généralement l'ensemble du texte à voix haute. Cependant, les versets Deutéronome 11:16-17 (« Prenez garde que votre cœur ne cède à la séduction … et vous disparaîtriez bientôt du bon pays que YHWH vous destine ») doivent dans tous les cas être lus à voix basse.
Il convient, quoi qu'il en soit, de réaliser une lecture correcte (bien qu'une lecture fautive soit considérée valide a posteriori) : on marque un temps entre le shema et les autres versets, ainsi qu'entre les parashiyot, on évite de « dire daguesh à la place de rafè » (prononcer les consonnes occlusives de manière fricative) ainsi que les élisions, les assimilations phonétiques, etc.. Il est interdit de faire des signes lors de la lecture de la première parasha et ce n'est permis dans la suivante que pour permettre l'accomplissement d'un commandement.
Le même respect pour le shema commande que, si l'on arrive dans une congrégation qui est en train de le lire, il faut le lire avec elle, qu'on l'ait déjà fait ou non (dans ce dernier cas, cette lecture publique ne doit pas dispenser de le relire avec les bénédictions).

#### Observances propres à la récitation du matin
En évoquant les « quatre coins de la terre » (lors de la seconde bénédiction précédant la lecture matinale), on saisit les tsitsit aux quatre coins du tallit (châle de prière) entre l'annulaire et l'auriculaire de la main gauche (si l'on est droitier) et on les porte à hauteur du cœur ; lorsqu'on arrive à la parashat tsitsit (Nombres 15:37 & suiv.), on les prend aussi de la main droite, on les regarde et on les embrasse chaque fois qu'on dit le mot tsitsit, afin de symboliser l'amour avec lequel on réalise les prescriptions des tsitsit contenues dans le passage. On ne les relâche qu'au cours de la bénédiction qui suit le shema.
De même, lorsqu'on évoque « les totafot sur ta main et … [le] signe entre tes yeux » (Deut. 6:8) dans la parashat shema, on touche les tefillin (phylactères de prière) apposés sur le bras et sur le front

#### Interruptions lors de la lecture
Les interruptions ne sont autorisées qu'entre chaque bénédiction et chaque parasha. Les ashkénazes autorisent de répondre à ces moments amen à chaque bénédiction qu'on entend, au kaddish et à la kedousha ; en dehors de ces moments, on ne peut répondre qu'aux parties essentielles de ces prières (yehe sheme rabba et vèimrou amen pour le kaddish, les versets Isaïe 6:3 et Ézéchiel 3:12 pour la kedousha) et à certaines bénédictions seulement, en situant ces interruptions entre deux versets. Les séfarades interdisent dans tous les cas. Tous estiment qu'on ne peut aucunement s'interrompre lors de la lecture du shema Israël et de baroukh shem kevod malkhouto.

On ne marque pas d'interruption entre la fin de Nombres 15:41 (ani H' elohekhem « Je suis YHWH votre Dieu ») et emet, le premier mot de la bénédiction suivant la lecture du shema, afin de proclamer, comme le prophète, que « YHWH est un Dieu de vérité ». On ne s'interrompt pas non plus entre la ou les bénédictions suivant la lecture du shema et la prière des 18 bénédictions.
En cas d'interruptions inévitables (pour faire ses besoins ou parce que l'on trouve un excrément dans la pièce), il faut, si elles durent le temps d'une récitation complète, reprendre la lecture du début.

## Ordonnance de la lecture du shema dans le karaïsme
Le karaïsme est le premier courant du judaïsme post-talmudique majeur à remettre la norme du judaïsme rabbinique en cause. S'affirmant au VIIIe siècle, il ne reconnaît d'autorité divine qu'à la Bible hébraïque et en rejette l'interprétation rabbinique. 
Les Karaïtes conservent la lecture des trois sections du shema. Ils remplacent cependant baroukh shem kevod par une autre formule doxologique et abandonnent les bénédictions satellites. Par ailleurs, afin de marquer leur rejet de la prière des dix-huit bénédictions, centrale pour le judaïsme rabbinique et récitée debout, ils lisent le shema debout, afin de proclamer que seul celui-ci est d'origine divine. En réaction, les dirigeants spirituels du judaïsme babylonien décrètent au IXe siècle que le shema doit se lire assis et il est enseigné jusqu'à nos jours que « celui qui veut … se lever alors qu'il est assis pour lire debout est appelé "transgresseur" ».

## La lecture du shema dans le rituel réformé
La réforme du judaïsme, apparue en Allemagne au XIXe siècle, s'éloigne plus encore de ce modèle, bien qu'elle entende, nominalement au moins, demeurer dans le giron du judaïsme rabbinique (elle le présente pour ce faire comme un judaïsme en évolution perpétuelle au gré des circonstances et aléas, par opposition à un judaïsme ritualiste figé, voire sclérosé, qu'elle qualifie de judaïsme orthodoxe).
Née de l'accession des Juifs à la culture profane, de la volonté de libéraliser des pratiques jugées obsolètes et de s'assimiler à la culture ambiante, elle commence par retirer aux bénédictions satellites de la lecture du shema tous les passages à teneur messianique ou nationaliste. Par la suite, elle ôte la parashat vehaya et la majeure partie de la parashat tsitsit  de la récitation car la doctrine de la rétribution qu'elles contiennent va à l'encontre des principes du judaïsme réformé. Nombres 15:40-41 est cependant conservé.
À la suite d'une récente campagne de « retour à la tradition », le rituel de prières Mishkan Tefilla, rédigé en 2006, a  repris une portion de la parashat vehaya, tout en continuant à omettre la parashat tsitsit (en dehors des deux derniers versets).

## Sources
- Cet article contient des extraits de l'article « Shema' » par Kaufmann Kohler & J.D. Eisenstein de la Jewish Encyclopedia de 1901–1906 dont le contenu se trouve dans le domaine public.
- (he) J.D. Eisenstein, « Kriyat shema », sur Daat